# Distretto di Junín
Il distretto di Junín  è uno dei quattro distretti della provincia di Junín, in Perù. Si trova nella regione di Junín e si estende su una superficie di  883,8 chilometri quadrati.